# Ngõ Trinity

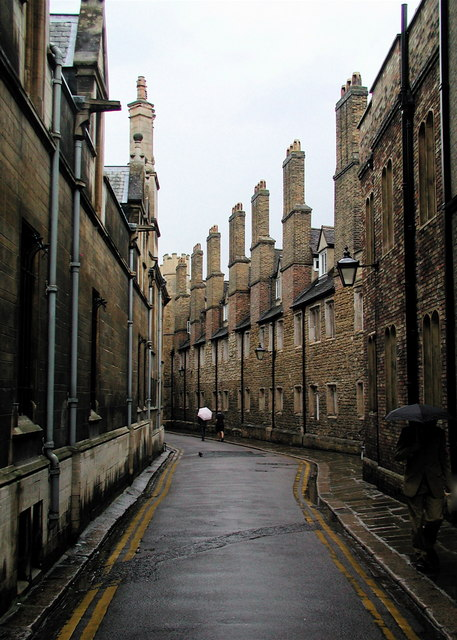
Ngõ Trinity ở Cambridge.

Ngõ Trinity (tiếng Anh: Trinity Lane hoặc Trinity Ln) là một con ngõ lịch sử ở Phố Trinity thuộc thành phố Cambridge, nước Anh. Con ngõ dẫn ra khỏi Phố Trinity với các bức tường của Đại học Trinity ở bên phải, và của trường Đại học Gonville và Caius ở bên trái. Đây là con ngõ mang tính biểu tượng ở Anh, mặc dù đã được mở rộng cho xe hơi nhưng chủ yếu giao thông được nhìn thấy ở con hẻm là người đi bộ và xe đạp.

## Vị trí
Con ngõ đi thẳng sau đó rẻ đường về bên phía tây của Đại học Trinity Hall, tạo thành một đường cong 90 độ. Ở đây cũng bao gồm gặp Cổng Nevile, là cổng sau để vào Đại học Trinity Hall, cánh cửa đủ rộng để một chiếc xe tăng chạy qua. Ở phía nam là Đại học Gonville và Caius.
Ở cuối ngõ Trinity gồm trường Đại học King (hướng nam) và Nhà nguyện của Đại học King (hướng tây), cổng sau thông đến Đại học Clare và trường Old Schools được tìm thấy ở phía đông.
Xa hơn đó là Nhà Thượng viện của Đại học Cambridge nơi tổ chức các nghi lễ cấp bằng, trong Cuộc diễu hành của King. Trường Old Schools bây giờ hiện là văn phòng của Đại học Cambridge, trung tâm hành chính của trường Đại học.
Senate House Passage là một lối đi tắt dành cho người đi bộ nối từ gần cuối ngõ Trinity trở lại phố Trinity. Trên lối đi hẹp này bao gồm Đại học Gonville và Caius, và Nhà Thượng viện nằm đối diện nhau.

## Lịch sử
Ngõ Trinity ban đầu liên kết với Phố Cao (nay đổi tên là Phố Trinity) với phần cầu cảng trên Sông Cam.
Vào thế kỷ 16, phần phía tây của con ngõ được gọi là Làn đường bạc hay Con đường Kinger và phía nam tạo thành một phần của Phố Mill. Trước khi trường Đại học King được xây dựng, con ngõ này tiếp tục đến nơi được gọi là ngõ của trường Đại học Queen, dẫn ra phía bắc của Phố Silver. Ngõ Trinity đã có rất ít thay đổi trong vài thế kỷ.

## Trong Văn hoá phổ biến
Các bộ phim có sử dụng cảnh quay tại ngõ Trinity:
- Elizabeth (phim 1998)
- Chariots of Fire (phim 1981)
- Sylvia (phim 2003)
- Diễn văn của nhà vua (phim 2010)
- Thuyết yêu thương (phim 2014)

## Bộ sưu tập hình ảnh

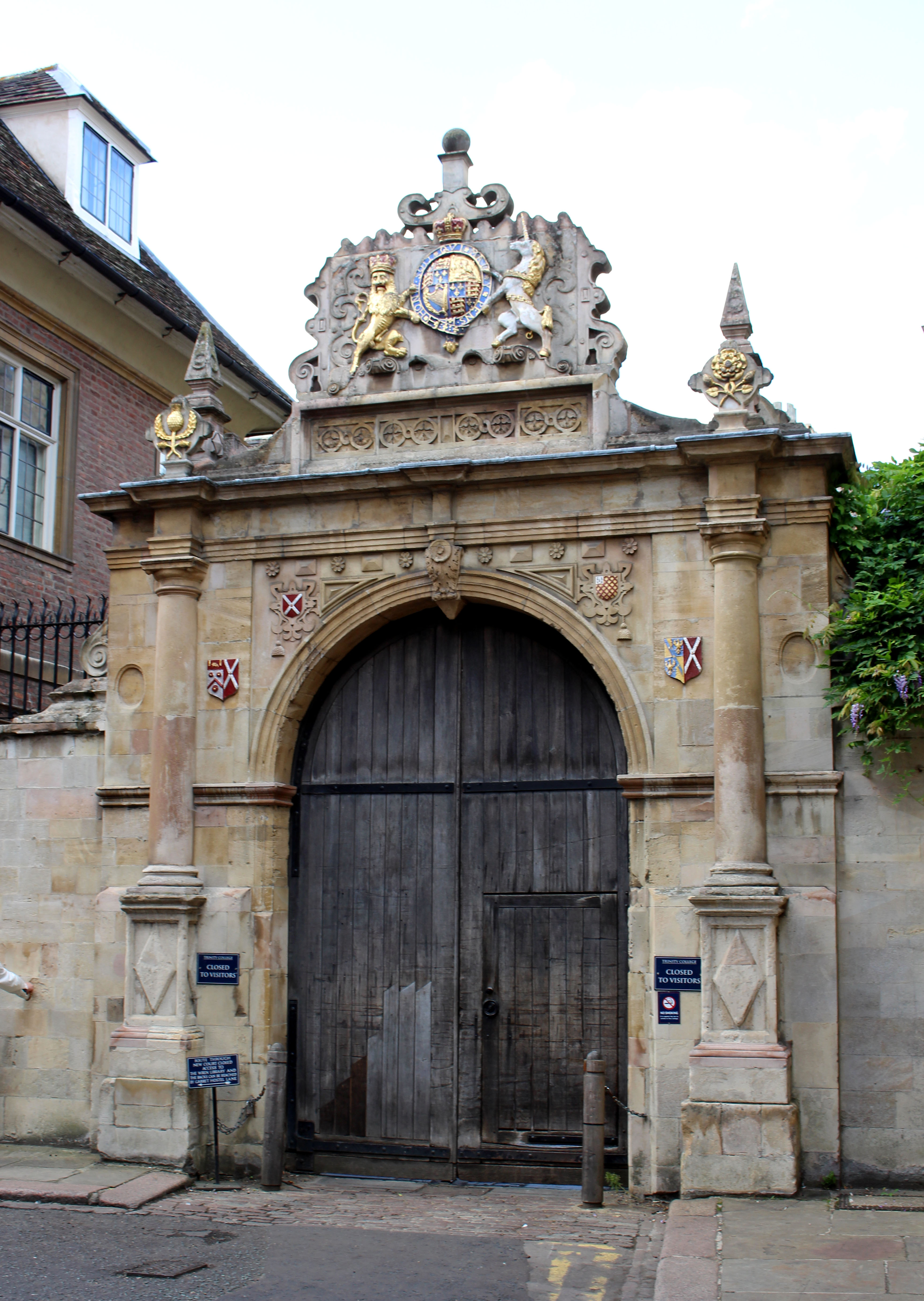
Cổng Nevile thuộc Đại học Trinity, dẫn lối ra ngõ Trinity (nhìn từ bên ngoài ngõ). Được xây dựng bởi Thomas Nevile, khoảng năm 1610.
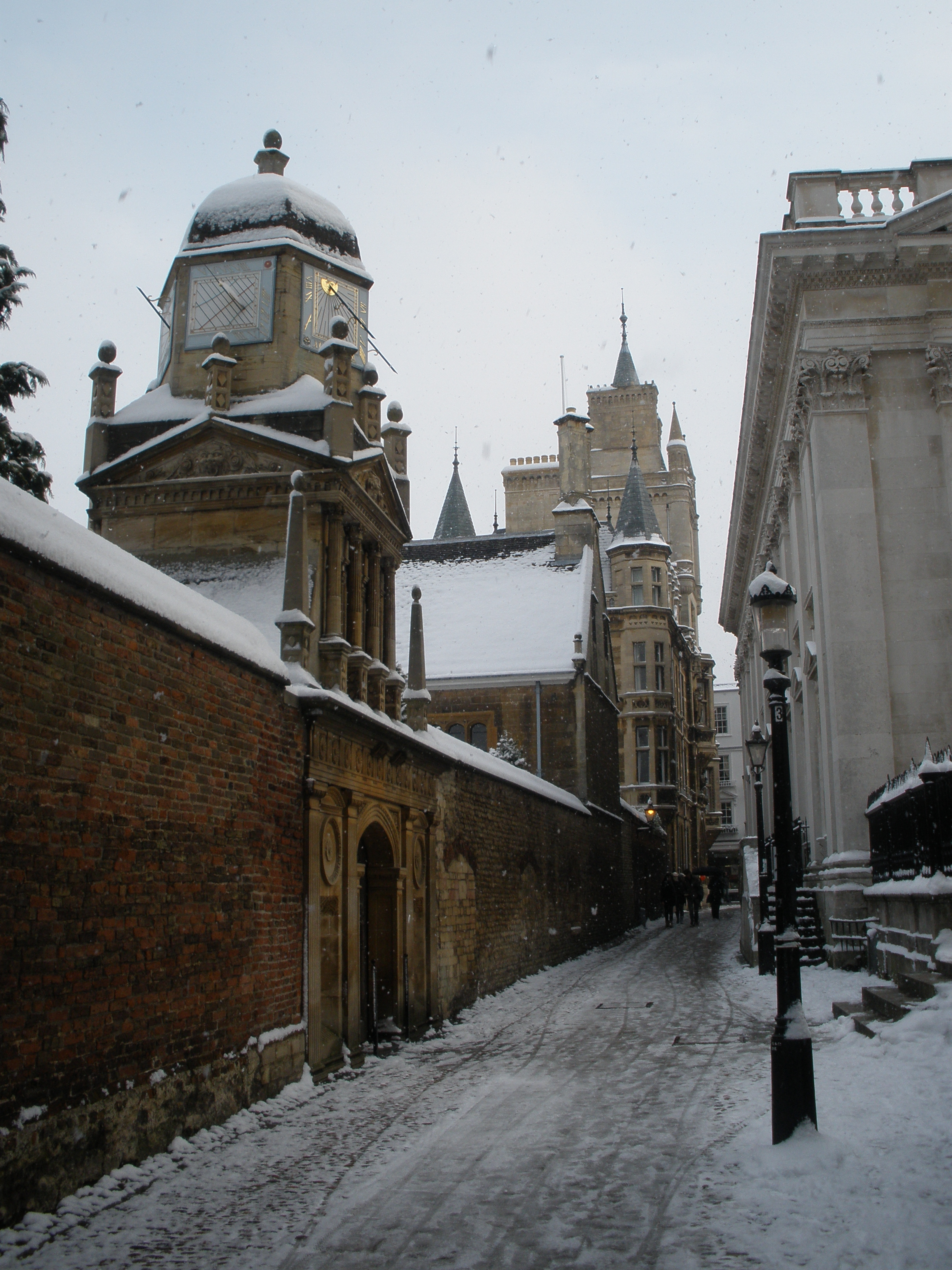
Lối đi tắt tới ngõ Trinity vào mùa đông.
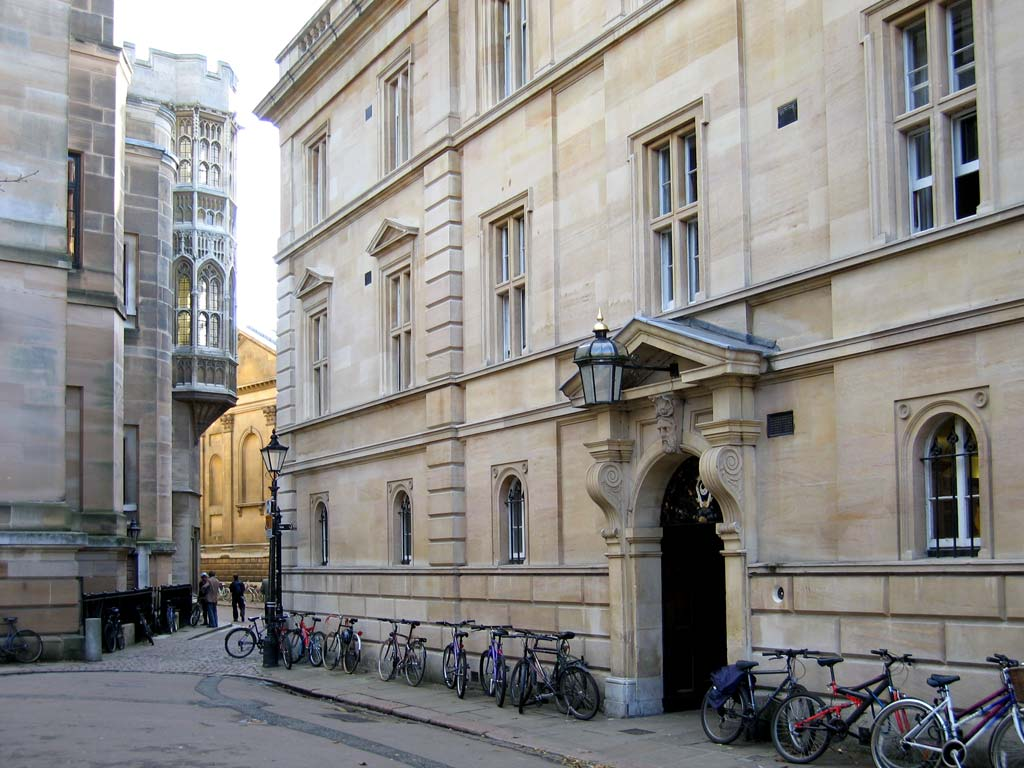
Đại học Trinity Hall, ngõ Trinity (bên trái).
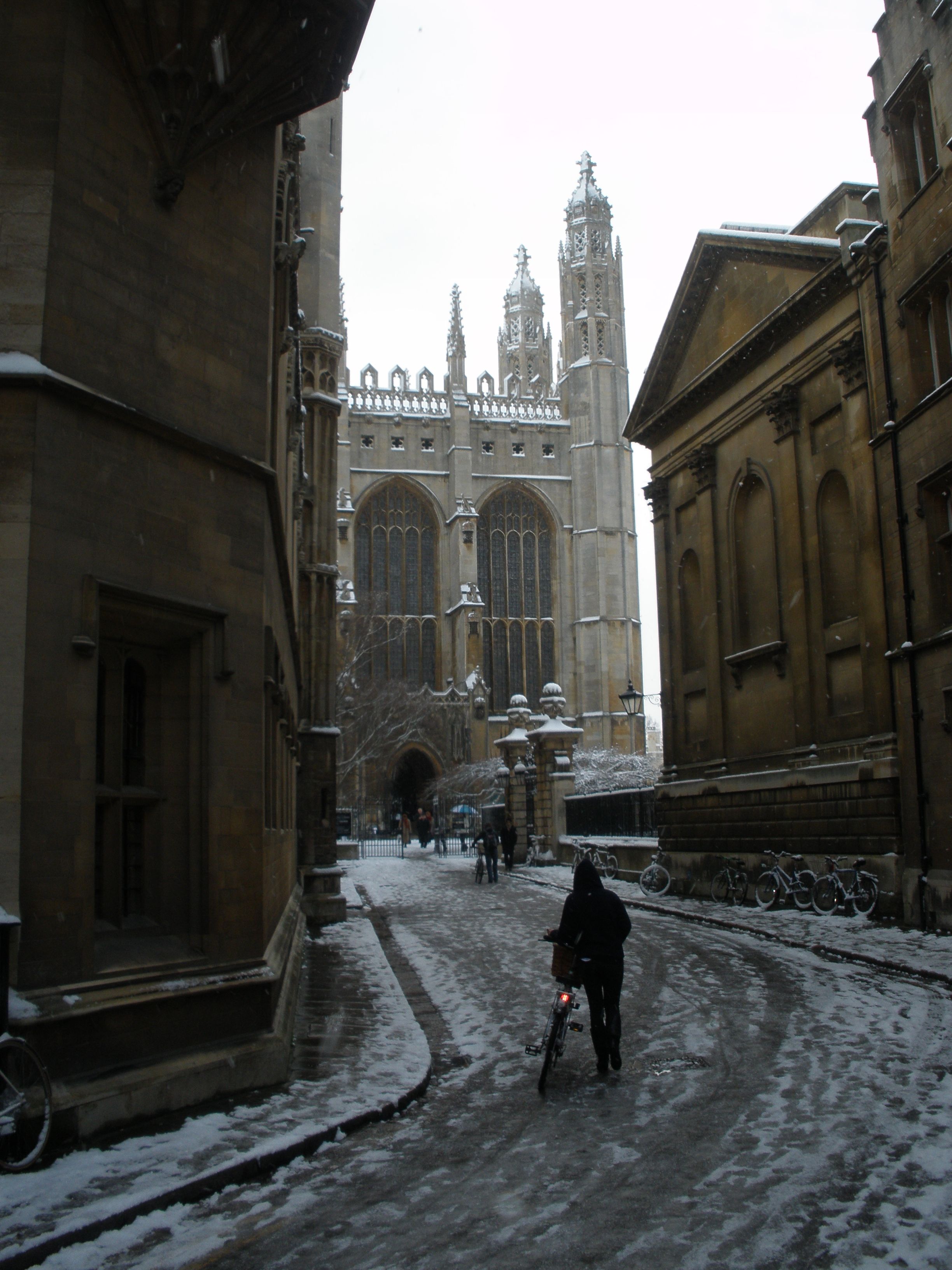
Nhà nguyện Đại học King.
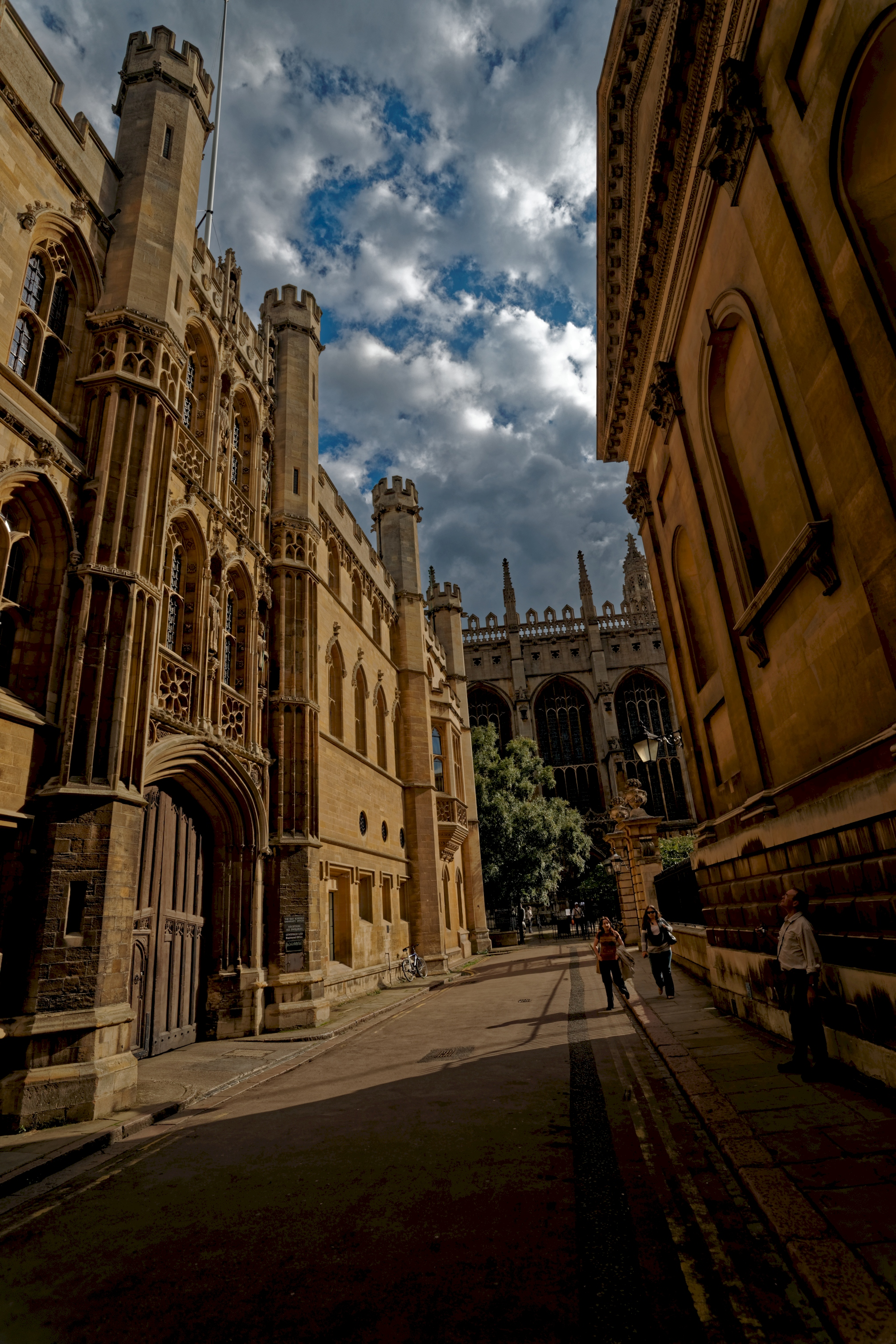
Trường cũ Cambridge (trái)
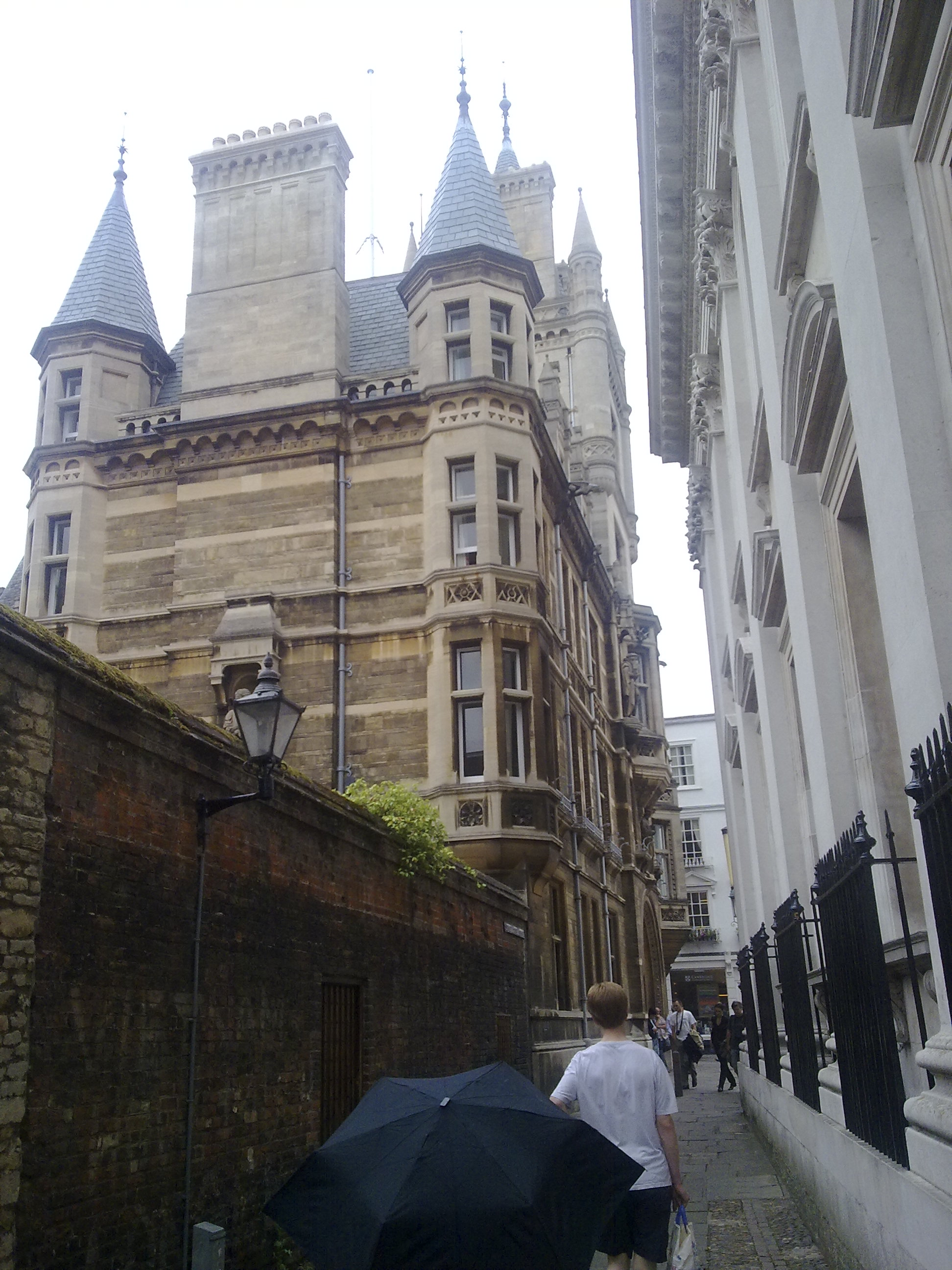
Đại học Gonville và Caius ở bên trái và (Nhà Thượng viện, phải) nhìn dọc theo lối đi hẹp